# Siculodopsis gracilinea
Siculodopsis gracilinea är en fjärilsart som beskrevs av W. Warren 1906. Siculodopsis gracilinea ingår i släktet Siculodopsis och familjen Uraniidae. Inga underarter finns listade i Catalogue of Life.